# 森川龍志
森川 龍志（もりかわ りゅうし、1964年 - ）は、愛知県在住の詩人・フランス文学者である。

## 業績
研究対象はジュリアン・グラックやアンリ・ボスコなど。詩集に『バルカロオレ』（1991年）など。

## 著書
- 『バルカロオレ』 露滴房、1991年12月。全国書誌番号:93000937。[1]
- 『幻を埋む』 露滴房、1994年11月。全国書誌番号:95074910。[2]

## 論文
- 「ジュリアン・グラック『シルトの岸辺』の地理学」 - 『神話・象徴・文化』（楽浪書院、2005年8月）所収[3]
- 「アンリ・ボスコ『ズボンをはいたロバ』の地理学 - 蠕動する地下世界と上昇の地脈」 - 『神話・象徴・文学 3』（楽浪書院、2003年12月）所収[4]